# بيتشيتشي
رافائيل مورينو أرانزادي (بالإسبانية: Pichichi)‏، المعروف ببيتشيتشي، من مواليد 23 مايو 1892 في فسكايا في بيلباو في إسبانيا وتوفي في 1 مارس 1922، لاعب كرة قدم إسباني سابق.
بدأ بيتشيتشي باللعب مع أتلتيك بيلباو في عام 1913 في كأس ملك إسبانيا، ولكنهم خسروا في مباراتهم، وفي 21 أغسطس قابل نادي أتلتيك بيلباو نادي ريال أنيون في افتتاح إستاد سان ماميس، وقد سجل بيتشيتشي أول هدف له في هذا الملعب، وقد لعب مع أتلتيك بيلباو العديد من المباريات في كأس ملك إسبانيا وفاز باللقب أربعة مرات، وفي عام 1922 أختير ضمن منتخب إسبانيا لكرة القدم المشارك في الألعاب الأولمبية.
و في عام 1922 توفي بيتشيتشي وهو بعمر التاسعة والعشرين، بمرض التيفوئيد، وفي عام 1953 أنشأ الإتحاد الإسباني لكرة القدم جائزة لأفضل هداف سميت باسم بيتشيتشي، وأصبح أي لاعب يفوز بلقب هداف الدوري الإسباني يلقب بالبيتشيتشي.

## روابط خارجية
- بيتشيتشي على موقع الاتحاد الدولي (مؤرشف)  (الإنجليزية)
- بيتشيتشي على موقع قاعدة بيانات كرة القدم.إي يو (الإنجليزية)
- بيتشيتشي على موقع ناشيونال فوتبول تيمز (الإنجليزية)
- بيتشيتشي على موقع اللجنة الأولمبية الدولية (الإنجليزية)
- بيتشيتشي على موقع أوليمبيديا (الإنجليزية)